# 香港国際空港
香港国際空港（ホンコンこくさいくうこう、香港國際機場、Hong Kong International Airport）は、香港新界離島区にある国際空港である。現地ではチェクラップコク国際空港（赤鱲角國際機場、Chek Lap Kok International Airport）とも呼ばれる。啓徳空港（旧香港国際空港）に代わる、香港の空の玄関として1998年に開業した。空港コードは「HKG」。
世界最高水準の空港の一つと評価されており、イギリスのサービス調査会社のスカイトラックスが毎年発表する「The World's Top Airports」において2001年以降、何度も世界一の空港に選出されていたものの、2012年は3位、2013年-2015年はいずれも4位と、ここ数年は横ばいである。2016年にはシンガポール・チャンギ国際空港、仁川国際空港、ミュンヘン空港、東京国際空港に次ぐ世界第5位の空港と評価された。2019年の旅客数は7150万人で世界第13位、貨物取扱量は世界最大だった。

## 歴史

### 開港までの経緯

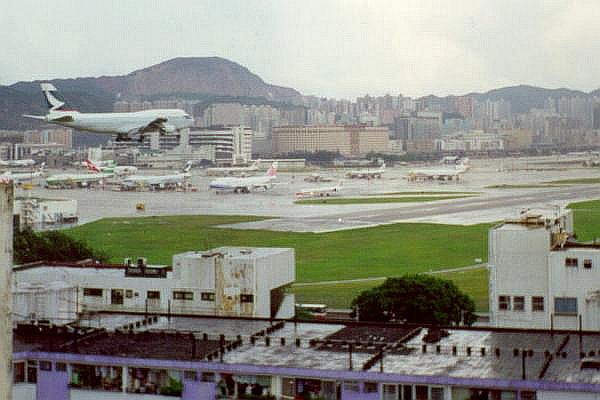
ビル群に隣接する啓徳空港(1998年)

啓徳空港は、香港の中心地から至近の九龍にあったものの、敷地が狭く設備が老朽化していた。空港の北側に山があり、直線のアプローチは不可能なため、旅客機は西側から進入し、九龍仔公園上空近辺で機体を大きく傾けつつ右に90度旋回させ、ビル群すれすれの高さを飛行して滑走路13に着陸する通称「香港アプローチ」が知られていた。機体操作には高度な技術が要求され、近隣住民にとってもその騒音は無視できない問題だった。
1980年代後半までに啓徳空港はすでに処理能力の限界を越えて稼働されており、しかも地理的な状況から拡張は困難な状況にあった。そうした中で、イギリスから中華人民共和国への香港返還を控えて、最後の香港総督となったクリストファー・パッテンは、1992年の着任早々に新空港の建設を決定した。
九龍半島の西に位置するランタオ島沖の赤鱲角島（チェクラップコク島）の山を削って、そこで得た土砂で島周辺の海域を埋め立て、1248haの空港島を造成し、3800mの平行滑走路二本とその間に空港ターミナルを建設する。さらに空港ターミナルから香港島の中環まで全長35㎞の空港連絡鉄道を建設する。これを1997年7月1日の香港返還までの5年という極めて短い期間で完成させることを目標とした、壮大かつ意欲的な一大プロジェクトだった。
1997年7月1日の香港返還当日に開港するという予定は、新空港をイギリスの「置き土産」とするために政治的な判断によって決定された。しかし専門家の意見では、この規模のプロジェクトには最低10年は必要と言われていた。建設工事は「イギリス統治下における最後の大事業」として、イギリスの建設会社を中心に行われた。しかしチェクラップコク島の土木工事より工程が遅延し、予定より1年遅れで完成の目処が立った。

### 開港
1998年7月6日、新たに香港国際空港は開港となった。これにより、長年アジアの中継空港そして香港の空の玄関として機能していた啓徳空港（旧・香港国際空港）は閉港となり、73年の歴史に幕が下ろされた（7月5日の発着便をもって運用終了）。啓徳空港の空港コード「HKG」は新空港が継承した。
啓徳空港での最終運用終了後、新旧両空港を結ぶ高速道路から一般車両を閉め出して、翌朝の新空港における始発便までの6時間ほどの間に、啓徳空港に到着した機体（本来ならばナイトステイする機体）が、新空港へ回送され、そして空港関係機材の全てが、大型トラックや船舶で新空港へ移動された。
ギネス世界記録が「最も高価な空港」と認定する様に、6年の歳月と200億ドルの巨費を費やした新空港の建設は、古今を通じて史上最大の空港建設プロジェクトとなっている。
啓徳空港跡地には「啓徳クルーズ・ターミナル」(啓徳郵輪碼頭, Kai Tak Cruise Terminal)が2013年開業した。

### 開港後
計画から約1年遅れの1998年7月6日に開港したものの、アメリカのデンバー国際空港やタイのスワンナプーム国際空港など、新開港する大規模国際空港によく見られるように、開港初日からトラブルが重なった。
特に開港当日は、コンピュータシステムの故障や操作ミス、停電まで発生し、運航便の遅延や乗客の荷物の紛失などが多発し、空港は大混乱に陥った。
旅客サービスについては次第に落ち着きを見せていったものの、航空貨物の処理は、コンピューターシステムの導入により、処理の速さが売りだった旧・啓徳空港よりも速い処理が実現するはずであったが、トラブルによって全く機能せず、大量の貨物が滞留する事態が発生したため、一旦閉鎖した啓徳空港の貨物ターミナルを一時的に再稼動させる事態に見舞われた。半年後、事態はようやく収束、新空港の貨物ターミナルが正常に稼動し始めた。
また、鳴り物入りで開通した機場快線（エアポート・エクスプレス、機場快綫）にも多くのトラブルが発生し、開業後暫く遅延が頻発し、また利用者も少なかったことから、期間限定で運賃値下げを実施した。

## 施設

空港レイアウト

### 滑走路
滑走路は、オープン・パラレルで海側（07C/25C, 3800 m）と陸側（07R/25L, 3800 m）とに2本が整備されており、両滑走路両端にILSが設置されている。運用は原則として海側の滑走路で着陸機、陸側の滑走路で離陸機の処理が行われている。ただし、例外として貨物専用機は陸側の滑走路で発着の処理が行われる。これは貨物ターミナルが敷地の最も陸側に位置しているためである。
また、2023年までの完成を目標に海側滑走路の近隣を埋め立てて第3滑走路の建設が進められている。193億ドルという莫大な事業費が見込まれているが、完成後は年間旅客1億人・発着回数62万回と世界有数の処理能力を実現できる予定。
なお、滑走路の建設のために、中国の浚渫船により台湾にて違反に砂を入手していたとされる。違法行為にて入手した砂は、台湾では砂の採取の許可を得ていないため､一旦､フィリピンやインドネシアに寄港し、架空の原産地証明書を手に入れその後､香港に向かい､砂を高値で売っていたとされる。

### 旅客ターミナル
各ターミナルの出国審査ゲートから遠方のスポット、ミッドフィールド・コンコースまでの間は、案内軌条式鉄道（香港国際空港新交通システム）が使用され、自動運転を行っている。
空港にはATM（HSBC・中国銀行・シティバンク・トラベレックスなど）があり、クレジットカードやデビットカードなどで24時間現金を引き出すことができる。一部のATMは香港ドルだけでなく人民元も引き出すことができる。トラベレックス（Travelex）が運営する両替所が空港内の数か所に設置されている。

#### ターミナル1
49か所の搭乗ゲート、およびバス搭乗ゲートがある。デザインは、イギリスの著名な建築家であるノーマン・フォスターによる基本計画をベースに空港公団による実施設計と設計監理が行われた。延床面積57万㎡。英・中・日の企業5社のJVで施工。日本の前田建設工業が参加した。
ターミナル内には数多くのレストランやカフェ、みやげ物店があり、特に発着エリア内には免税店や本屋、シャワールームなどの他、エルメスやカルティエ、シャネルやダンヒルなどの高級ブランドや、上海灘やボッシーニなどの地元の有名ブランドのブティックなど、様々な種類の店舗を揃えている他、各航空会社のラウンジや有料で使用できるシャワーなどの設備が用意されており、長時間の乗り継ぎの際も退屈しないような工夫がされている。ターミナルの大部分のエリアで無料Wi-Fiが利用できる。
深夜帯にはほとんどの店舗が閉店するが、24時間空港であることから、一部のラウンジやシャワー、日本のラーメンチェーンである味千ラーメンなどの一部のレストランや物販店（セブン-イレブンなど）は営業している。

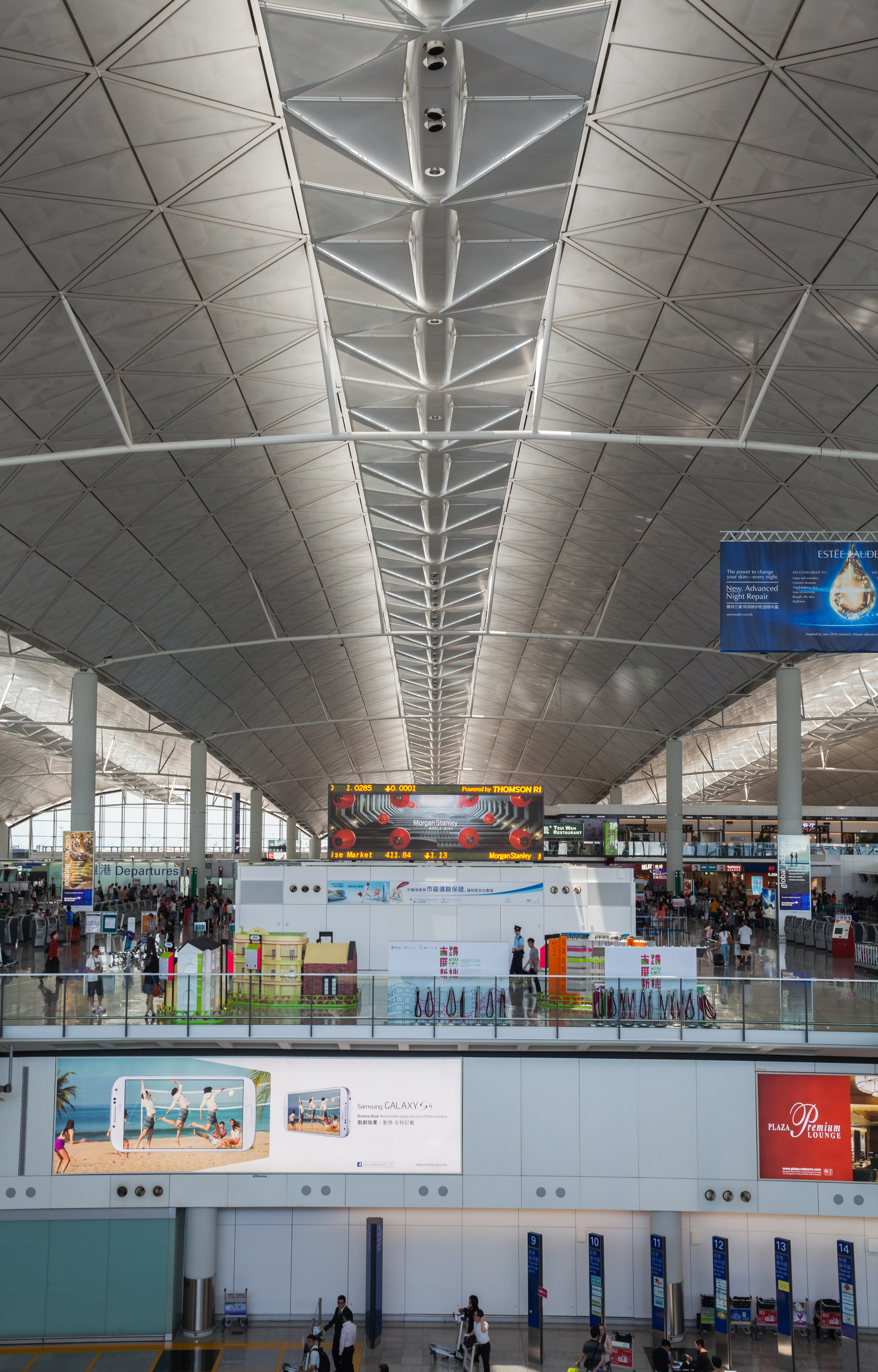
ターミナル1東ホール (2013年)
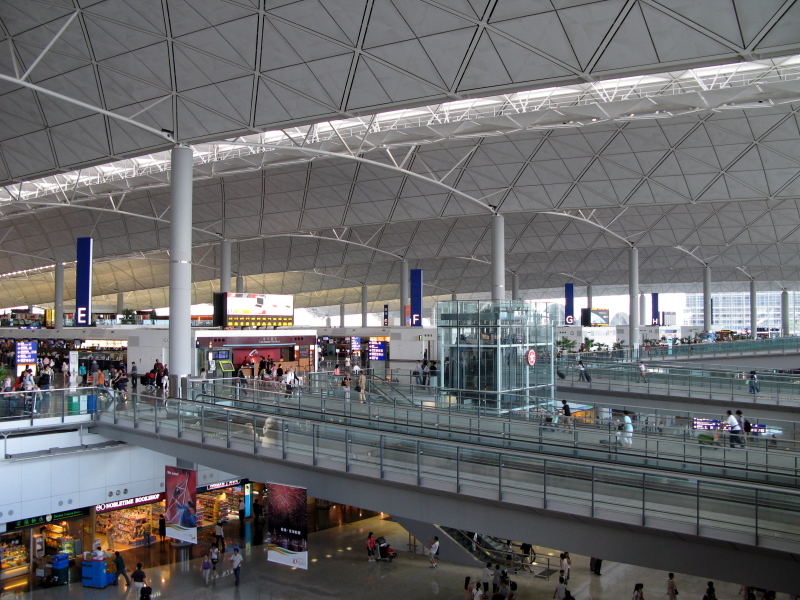
ターミナル1内部（出発階カウンター付近）(2007年)
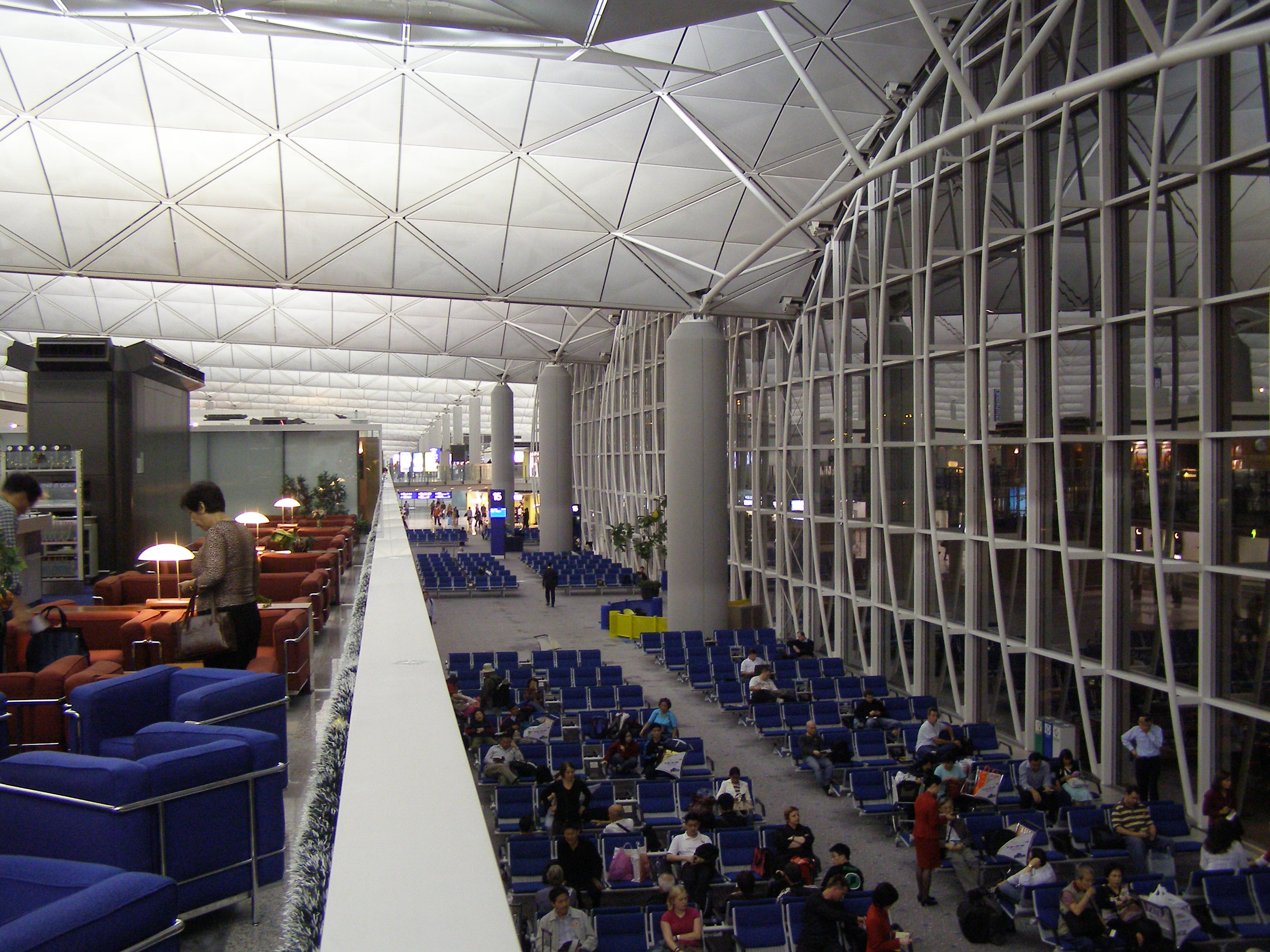
航空会社ラウンジ（左）と出発待合室 (2006年)
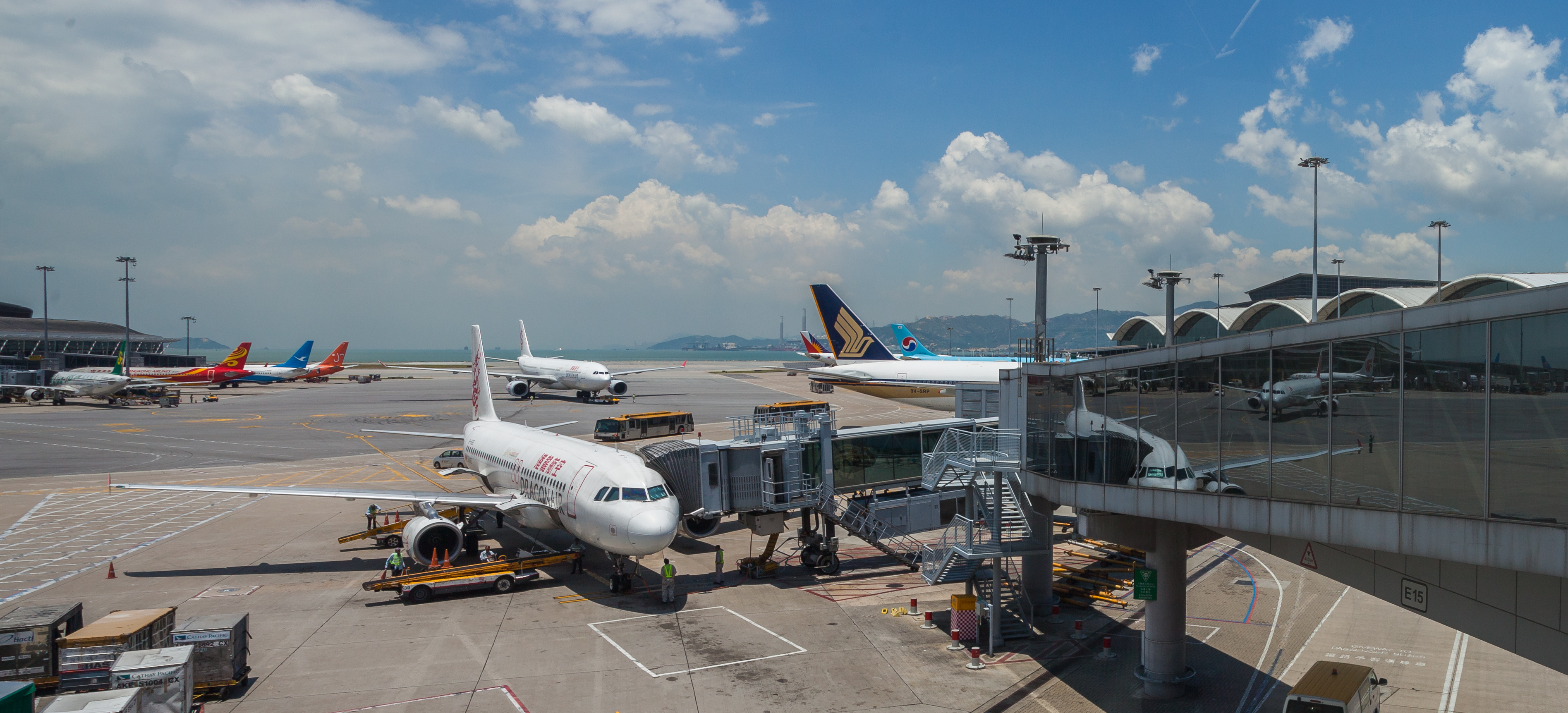
搭乗橋 (2013年)

#### ターミナル2（閉鎖中）
2019年11月28日、ターミナル1の拡張工事の完成により、一時閉鎖されている。入居していた航空会社はすべてターミナル1に移転し、商業施設も閉店した。ターミナル2は拡張工事が行われ、到着設備が作られる予定である。2024年完成予定。
ターミナル2は2007年2月28日に開業した。チェックインと出国審査に機能を限定したターミナルで、搭乗ゲートや到着設備はなかった。130を超える店舗が揃っているショッピングモール「スカイプラザ」や、飛行機をテーマにした博物館「アビエーション・ディスカバリー・センター」などの施設があった。

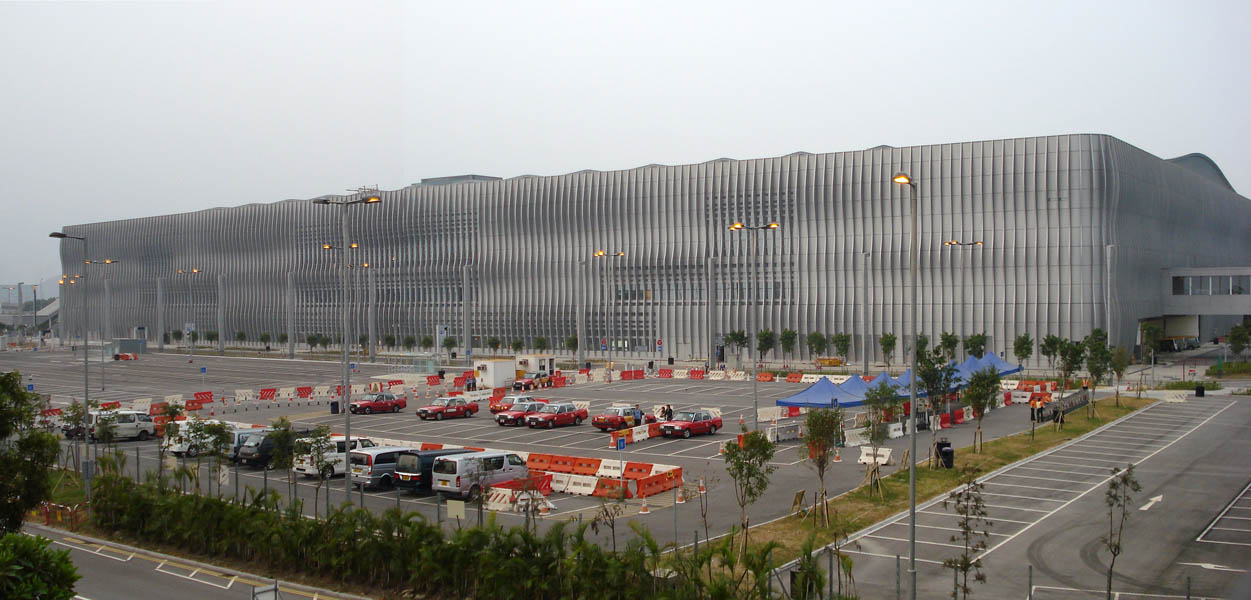
ターミナル2 (2007年)
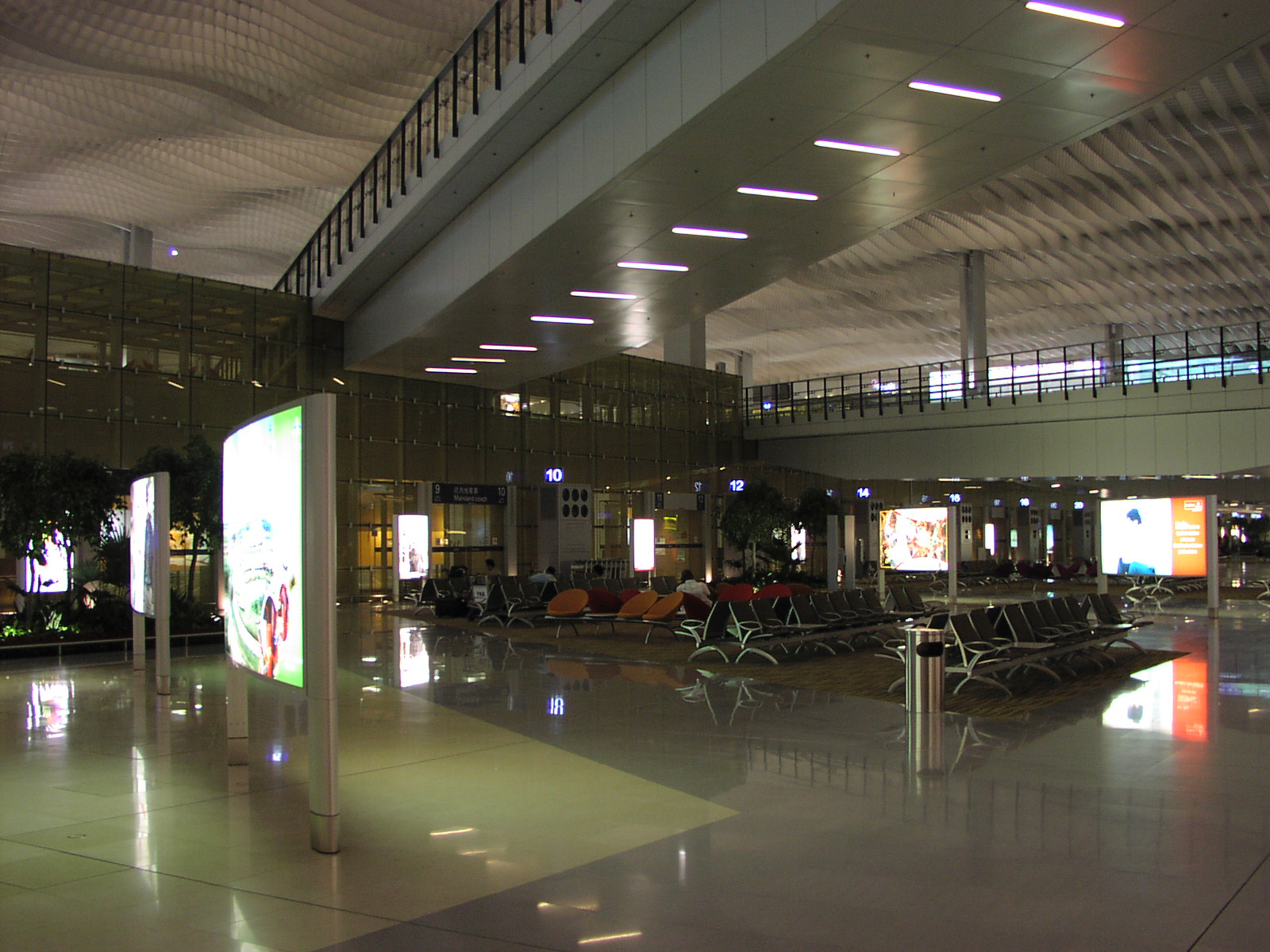
ターミナル2内部 (2007年)

#### ノースサテライト・コンコース
NSC（北衛星客運廊）

2009年12月に開業した、10か所の搭乗ゲートをもつ小型機(ボーイング737、エアバスA320など)専用の搭乗施設である。ターミナル1またはターミナル2で出国審査後、ターミナル1の地上階からシャトルバスで移動することになる。小型機専用であるため、格安航空会社の利用が多い。

#### ミッドフィールド・コンコース
MFC（中場客運廊）

2015年12月に開業した。19か所の搭乗ゲート、バスゲートをもつサテライトである。各ターミナルからは地下の鉄道で結ばれている。

#### 貨物ターミナル
大規模な航空貨物ターミナルである「スーパーターミナル」や「アジア・エアフレイト・ターミナル」などの複数の貨物ターミナルが置かれており、ハブ空港として使用しているキャセイパシフィック・カーゴやエア・ホンコンの他、ANA Cargoやフェデックス、UPSなど多数の貨物航空会社が使用している。

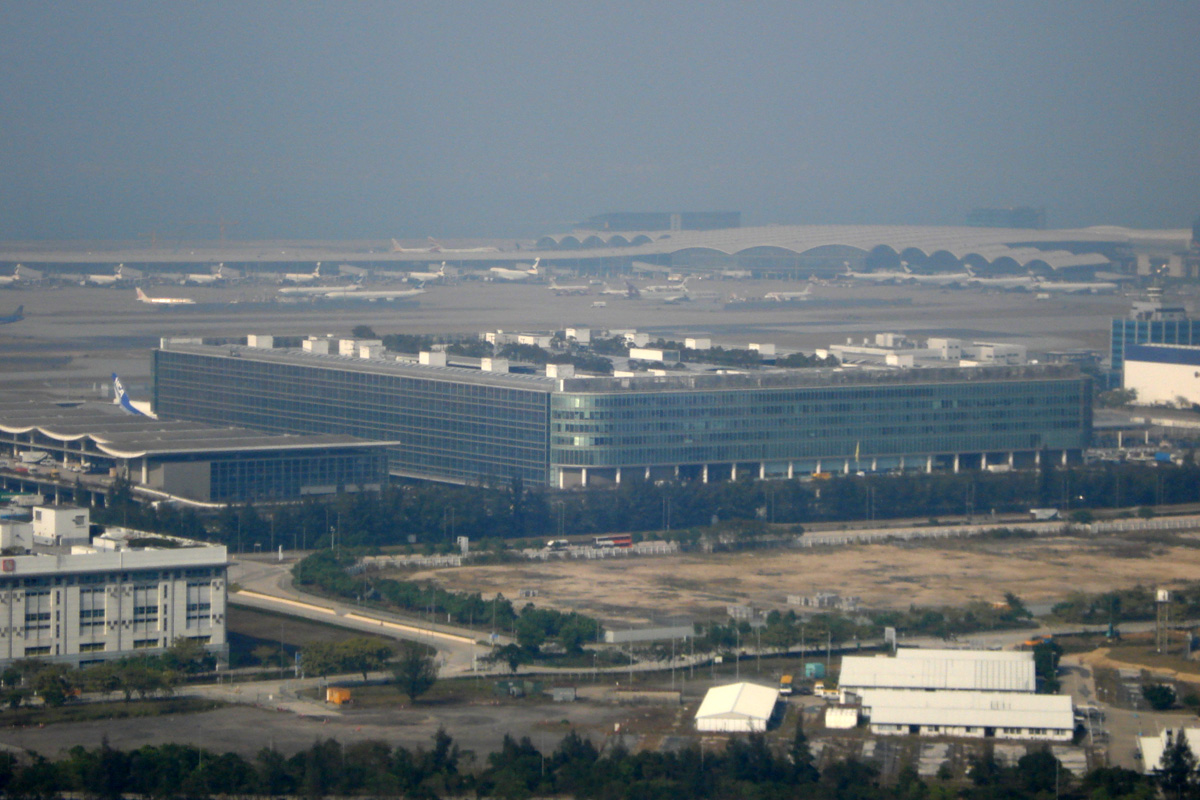
貨物ターミナル「スーパーターミナル」
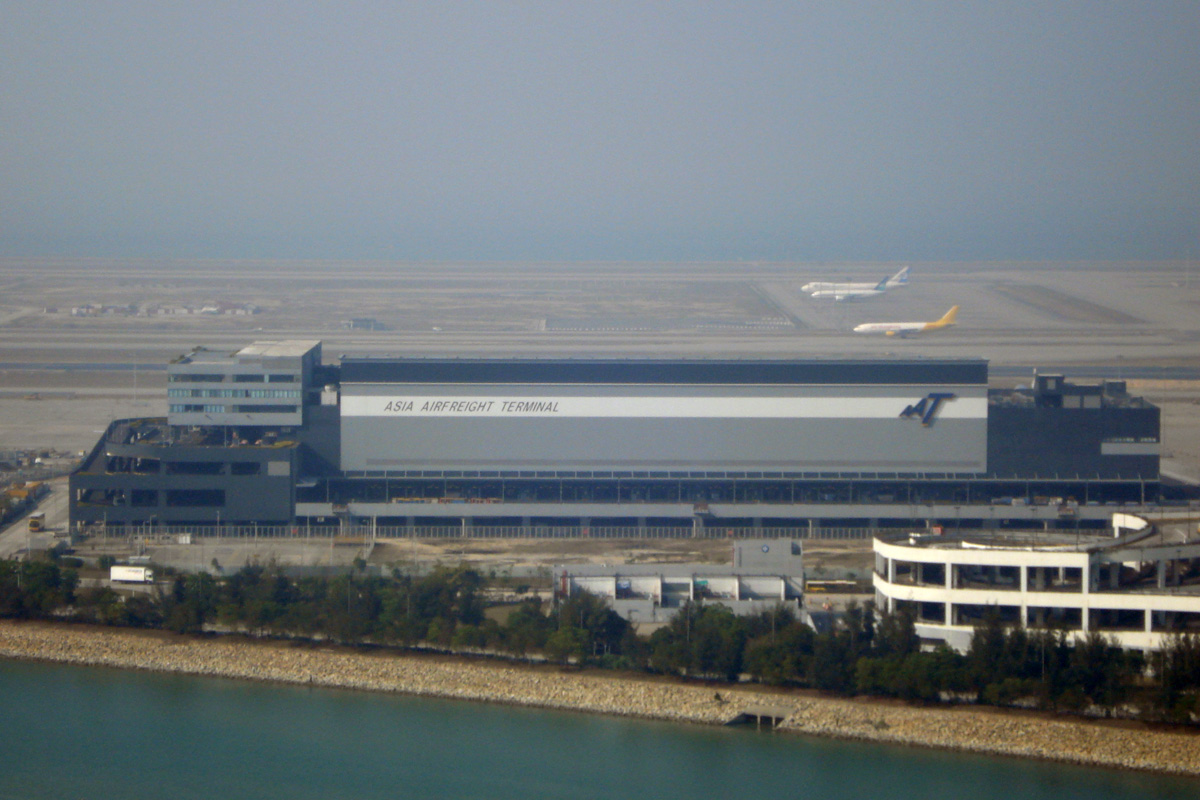
「アジア・エアフレイト・ターミナル」

### その他の施設
第1ターミナルと第2ターミナルに直結した「リーガル・エアポートホテル」がある他、近隣には「スカイシティ・マリオット」や「ノボテル・シティゲート香港」など複数のホテルがある。
空港内には「香港エアクラフト・エンジニアリング（HAECO、中国語：香港飛機工程）」の航空機メンテナンス施設がある他、空港敷地に隣接して、キャセイパシフィック航空の機材整備施設や本社機能、訓練施設などを持つ「キャセイシティ（Cathay City：国泰城、國泰城）」が設けられている。

## サービス

### e-Channel （e-道）
「e-Channel」と呼ばれる自動ゲート（旅客自助出入境検査系統）が設置されている。指紋を事前登録することで、機械による審査で入出境することができる。香港身分証
を所持する香港居住者（外国人含む）向けのサービスであるが、マカオの永住者、香港国際空港を経由し過去12か月に3回以上香港を訪れた旅客、航空会社のマイレージサービスの上級会員も申請利用することができる。2018年10月時点において香港国際空港の他に、羅湖、紅磡、落馬洲（香港入境のみ）、落馬洲支線、深圳灣、文錦渡、沙頭角、中國客運碼頭、港澳客輪碼頭、啓徳郵輪碼頭、屯門客運碼頭、高鐵西九龍、港珠澳大橋でも利用可能である。登録申請は香港国際空港での入境時に専用窓口にて申請する、もしくは湾仔の香港入境事務處7階にある申請窓口に出向いて申請する、のいずれかである。

### HKIA Frequent Visitor Card
香港国際空港を経由し過去12か月に3回以上香港を訪れた旅客は 「HKIA Frequent Visitor Card（中：香港國際機場訪港常客證）」とよばれるカードを申請することができた。しかし、e-Channel (e-道) の普及により、新規申請は中止されている。
このカードを取得すると、香港空港における入境審査および出境審査において、HKIA Frequent Visitor Card保持者専用レーンに並んで中華人民共和国香港行政区へ出入域することができた。レーンの付近には空港職員が認識端末を持って待機しており、カードを職員にスキャンしてもらったあと専用レーンを通過する。入国・出国のスタンプは通常の審査と同じくパスポートに押印されていた。

### 航空旅客出国税、空港建設費
12歳以上の全ての出国者に対し、120HKDが徴収される。ほか、空港建設費として出発客からは90-180HKD、乗り継ぎ客からは70-180HKDが徴収される。
共に、航空券発券時に徴収される。

### ラウンジ
ユナイテッド航空、タイ国際航空、シンガポール航空、ブリティッシュ・エアウェイズなどの主な乗り入れ航空会社はファーストクラスやビジネスクラスの乗客、マイレージ上級会員などのための空港ラウンジを運営しており、特に香港国際空港を拠点にするキャセイパシフィック航空は、「ザ・ウイング」と「ザ･ピア」の2つのラウンジを運営しており、世界有数のカウンターの長さを持つバーや、スパなど様々なサービスを用意している。
また複数の航空会社共同のラウンジや、クレジットカード会社の上級会員向けラウンジ、航空会社や利用クラスに関わらず有料で利用できる空港ラウンジ（Plaza Premium Lounge）も複数設けられている。

### 国際線から国際線への乗り継ぎ
中国国内の国際空港では、中国の出入国に関する法令により、たとえ国際線同士相互の乗り継ぎであっても一旦中国の入国・出国審査を受ける必要がある。しかしこの空港では、この空港がある香港自体が中国への返還後一定期間にわたり中国本土と異なる行政・法律・経済制度の維持が認められていること（一国二制度）を背景に、中国国内の国際空港としては例外的に、入国・出国審査を別途受けることなく所定の保安検査を受けるだけで国際線同士相互で乗り継ぐことが原則可能である（乗り継ぎ便への搭乗手続き（チェックイン）が済んでいない旅客のために乗り継ぎカウンターも別途用意されている）。

## 就航状況

### 拠点としている航空会社
キャセイパシフィック航空とその傘下の香港エクスプレス航空、海南航空系列の香港航空、新興LCCのグレーターベイ航空がハブ空港としている。

### 就航航空会社と就航都市

#### ターミナル1
| 航空会社                               | 就航地 |
| -------------------------------------- | --- |
| キャセイパシフィック航空               | 中国 : 北京/首都、上海/浦東、上海/虹橋、南京、杭州、寧波、温州、廈門、福州、青島、鄭州、武漢、広州、海口、重慶、成都/天府、西安、ウルムチ 東アジア : 台北/桃園、高雄、東京/羽田、東京/成田、大阪/関西、名古屋/中部、札幌/新千歳、福岡、ソウル/仁川 東南アジア : マニラ、セブ、ハノイ、ホーチミンシティ、プノンペン、バンコク/スワンナプーム、プーケット、クアラルンプール、ペナン、シンガポール、ジャカルタ、デンパサール、スラバヤ 南アジア : デリー、ムンバイ、チェンナイ、ハイデラバード、ベンガルール、ダッカ、カトマンズ、コロンボ 中東・アフリカ : ドバイ、リヤド、テルアビブ(2025年10月25日まで休止)、ヨハネスブルグ ヨーロッパ : ロンドン/LHR、マンチェスター、パリ/CDG、フランクフルト、ミュンヘン、アムステルダム、チューリッヒ、ミラノ/マルペンサ、ローマ/フィウミチーノ(季節運行)、マドリード、バルセロナ、ブリュッセル(2025年8月3日より運航再開予定) 北米 : ニューヨーク/JFK、サンフランシスコ、ロサンゼルス/LAX、シカゴ/ORD、ボストン、ダラス/フォートワース、トロント、バンクーバー オセアニア : シドニー、アデレード(2025年11月11日より運航再開予定)、メルボルン、ブリスベン、ケアンズ(季節運行)、パース、オークランド、クライストチャーチ(季節運航) |
| 香港エクスプレス航空                   | 北京/大興、常州、寧波、義烏、三亜、台北/桃園、台中、高雄、花蓮、東京/羽田、東京/成田、大阪/関西、名古屋/中部、福岡、沖縄/那覇、仙台、静岡、小松、高松、広島、石垣、ソウル/仁川、釜山、済州、大邱、清州、マニラ、クラーク、ハノイ、ダナン、ニャチャン、フーコック、バンコク/スワンナプーム、チェンマイ、プーケット、ペナン、コタキナバル(2025年11月27日より運航再開予定) |
| 香港航空                               | 北京/首都、北京/大興、上海/浦東、上海/虹橋、南京、杭州、西安、海口、三亜、重慶、成都/天府、西寧(季節運行)、台北/桃園、東京/成田、大阪/関西、札幌/新千歳、福岡、沖縄/那覇、ソウル/仁川、ダナン、ヴィエンチャン、バンコク/スワンナプーム、プーケット、デンパサール、マレ(季節運行)、バンクーバー、サイパン、シドニー、メルボルン(2025年12月12日より就航予定) |
| グレーターベイ航空                     | 大同、舟山、黄山、武漢(季節運行)、宜昌、張家界、桂林、恩施、徐州(2025年8月1日より運航開始予定)、台北/桃園、東京/成田、大阪/関西、札幌/新千歳(2025年12月17日より就航予定)、仙台、徳島（2025年8月30日をもって運休予定）、米子(2025年8月31日をもって運休予定)、ソウル/仁川(季節運行)、フーコック(2025年7月16日より運航開始予定)、バンコク/スワンナプーム、マニラ |
| チャイナエアライン                     | 台北/桃園、高雄 |
| エバー航空                             | 台北/桃園、高雄 |
| スターラックス航空                     | 台北/桃園 |
| 中国国際航空                           | 北京/首都、天津、大連、杭州、重慶、成都/天府、銀川 |
| 中国東方航空                           | 北京/大興、太原、オルドス、上海/浦東、上海/虹橋、南京、無錫、杭州、寧波、合肥、武漢、昆明、西安、蘭州 |
| 中国南方航空                           | 北京/大興、瀋陽(季節運行)、ハルビン、広州(2025年7月1日より運行再開予定)、ウルムチ |
| 厦門航空                               | 杭州、福州 |
| 四川航空                               | 成都/天府 |
| 上海航空                               | 上海/浦東、上海/虹橋 |
| 春秋航空                               | 上海/浦東、恩施 |
| 海南航空                               | 海口 |
| 深圳航空                               | 南京、無錫、泉州、成都/天府 |
| 吉祥航空                               | 上海/浦東 |
| 河北航空                               | 石家荘 |
| 長竜航空                               | 杭州、長春(季節運行)、臨沂(季節運行)、煙台(季節運行) |
| 青島航空                               | 青島 |
| 山東航空                               | 青島、済南 |
| チベット航空                           | 運城、成都/天府、ラサ |
| ウルムチ航空                           | ウルムチ |
| 日本航空                               | 東京/羽田、東京/成田 |
| 全日本空輸                             | 東京/羽田、東京/成田 |
| Peach Aviation                         | 大阪/関西 |
| 大韓航空                               | ソウル/仁川 |
| アシアナ航空                           | ソウル/仁川 |
| チェジュ航空                           | ソウル/仁川、済州 |
| エアプサン                             | 釜山 |
| ジンエアー                             | ソウル/仁川 |
| ティーウェイ航空                       | ソウル/仁川 |
| エアプレミア                           | ソウル/仁川 |
| MIATモンゴル航空                       | ウランバートル |
| フィリピン航空                         | マニラ |
| エアアジア・フィリピン                 | マニラ |
| セブパシフィック航空                   | マニラ、クラーク、セブ、イロイロ、ダバオ |
| ベトナム航空                           | ホーチミンシティ、ハノイ |
| ベトジェットエア                       | ホーチミンシティ、ダナン、フーコック |
| エア・カンボジア                       | プノンペン |
| カンボジア・エアウェイズ               | プノンペン |
| タイ国際航空                           | バンコク/スワンナプーム |
| バンコク・エアウェイズ                 | サムイ |
| タイ・エアアジア                       | バンコク/ドンムアン、沖縄/那覇 |
| タイ・ライオンエア                     | バンコク/ドンムアン |
| ロイヤルブルネイ航空                   | バンダルスリブガワン |
| マレーシア航空                         | クアラルンプール |
| バティック・エア・マレーシア           | クアラルンプール |
| エアアジア                             | クアラルンプール、コタキナバル |
| シンガポール航空                       | シンガポール |
| スクート                               | シンガポール |
| ガルーダ・インドネシア航空             | ジャカルタ |
| インドネシア・エアアジア               | ジャカルタ、デンパサール |
| エア・インディア                       | デリー |
| IndiGo                                 | デリー |
| ネパール航空                           | カトマンズ |
| カタール航空                           | ドーハ |
| エミレーツ航空                         | ドバイ、バンコク/スワンナプーム |
| エティハド航空                         | アブダビ(2025年11月4日より運行再開予定) |
| ターキッシュ エアラインズ              | イスタンブール |
| ブリティッシュ・エアウェイズ           | ロンドン/LHT |
| エールフランス                         | パリ/CDG |
| ルフトハンザドイツ航空                 | フランクフルト |
| KLMオランダ航空                        | アムステルダム |
| スイス インターナショナル エアラインズ | チューリッヒ |
| フィンエアー                           | ヘルシンキ |
| アエロフロート・ロシア航空             | モスクワ/シェレメーチエヴォ(季節運行) |
| ユナイテッド航空                       | サンフランシスコ、ロサンゼルス/LAX、バンコク/スワンナプーム(2025年10月26日より就航予定)、ホーチミン(2025年10月26日より就航予定) |
| デルタ航空                             | ロサンゼルス(2026年6月6日より運航開始予定) |
| エア・カナダ                           | バンクーバー |
| エチオピア航空                         | アディスアベバ、バンコク/スワンナプーム、マニラ |
| カンタス航空                           | シドニー、メルボルン |
| ニュージーランド航空                   | オークランド |
| フィジー・エアウェイズ                 | ナンディ |
| ニューギニア航空                       | ポートモレスビー |

### 就航都市一覧
- 中国路線
 北京/首都、北京/大興、天津、石家荘、太原、運城、大同、オルドス、大連、瀋陽、長春、ハルビン、上海/浦東、上海/虹橋、南京、無錫、常州、杭州、寧波、温州、義烏、舟山、合肥、黄山、廈門、福州、泉州、青島、済南、煙台、臨沂、鄭州、武漢、宜昌、恩施、張家界、広州、桂林、海口、三亜、重慶、成都/天府、昆明、ラサ、西安、蘭州、西寧、銀川、ウルムチ

- 東アジア
 東京/羽田、東京/成田、大阪/関西、名古屋/中部、札幌/新千歳、福岡、沖縄/那覇、仙台、静岡、小松、徳島、高松、米子、広島、熊本、鹿児島、石垣
 ソウル/仁川、釜山、済州、大邱、清州
 台北/桃園、高雄、台中、花蓮
 ウランバートル

- 東南アジア
 マニラ、セブ、クラーク、イロイロ、ダバオ
 ハノイ、ホーチミンシティ、ダナン、ニャチャン、フーコック
 ヴィエンチャン
 プノンペン
 バンコク/スワンナプーム、バンコク/ドンムアン、プーケット、チェンマイ、サムイ
 バンダルスリブガワン
 クアラルンプール、コタキナバル、ペナン
 シンガポール
 ジャカルタ、デンパサール、スラバヤ

- 南アジア
 デリー、ベンガルール、チェンナイ、ムンバイ、ハイデラバード
 ダッカ
 カトマンズ
 コロンボ
 マレ

- 西アジア・中東
 ドーハ
 ドバイ、アブダビ
 リヤド
 テルアビブ(休止中)
 イスタンブール

- アフリカ
 アディスアベバ
 ヨハネスブルグ

- ヨーロッパ
 ロンドン/LHT、マンチェスター
 パリ/CDG
 フランクフルト、ミュンヘン
 アムステルダム
 ブリュッセル
 チューリッヒ
 ローマ/フィウミチーノ、ミラノ/マルペンサ
 マドリード、バルセロナ
 ヘルシンキ
 モスクワ/シェレメーチエヴォ

- 北米
 ロサンゼルス/LAX、サンフランシスコ、シカゴ/ORD、ニューヨーク/JFK、ダラス、ボストン
 トロント、バンクーバー

- 太平洋・オセアニア
 サイパン
 シドニー、パース、ケアンズ、メルボルン、アデレード、ブリスベン、ゴールドコースト
 オークランド（NZ）、クライストチャーチ（季節運航便）
 ナンディ
 ポートモレスビー

## 空港へのアクセス
かつての啓徳空港は、市街地にあったことから交通アクセスに優れた空港であったが、新しい空港は市街地から遠く離れた場所に新設されるため、出来る限りアクセス時間を短縮し、旅客の不便を軽減する様に整備された。

### 鉄道

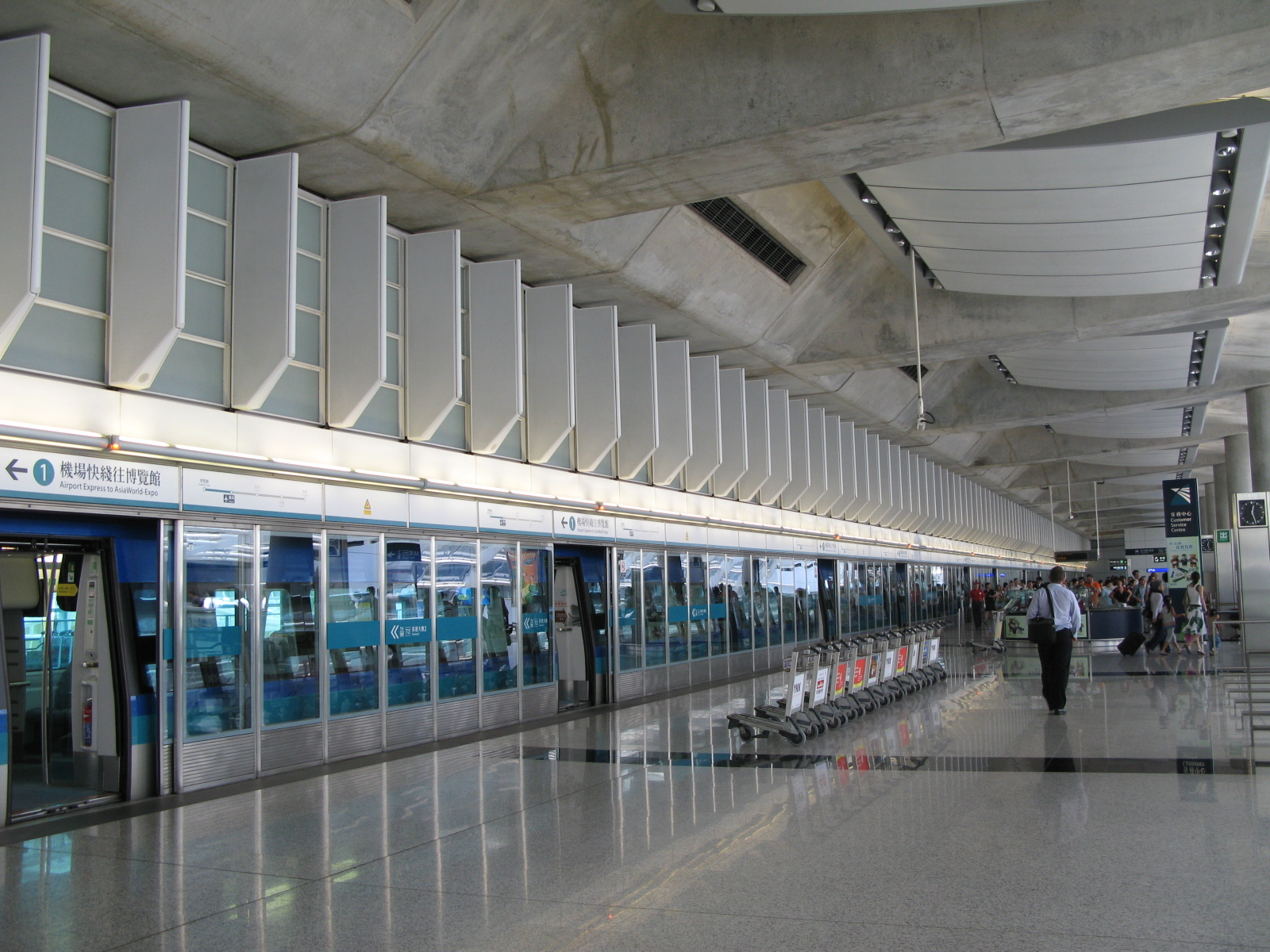
機場快線機場（空港）駅

空港内に機場駅があり、博覧館駅と香港駅（MTR中環駅に直結）を機場駅・青衣駅・九龍駅経由で結ぶ機場快線（エアポート・エクスプレス、機場快綫）が運行されており、機場 - 香港間の所要時間は約24分、10分間隔で運転されている。九龍駅（香港西九龍駅）から広深港高速鉄道にて深圳や広州へとつながっている。
ランタオ島北部から青衣駅にかけての走行路線はMTR東涌線と共通だが、東涌線は空港には乗り入れておらず、途中で分岐する。なお、到着ロビーから鉄道駅の間には階段などの段差はなく、荷物を持ったまま円滑に移動することが可能である。
また、機場快線の利用者は、香港駅、九龍駅のチェックインカウンターで当空港出発便のチェックインを行うことができ、その際に受託手荷物を併せて申し込むことも可能である。ただしピーチなど当該チェックイン・サービスを提供していない航空会社も存在する。

### バス

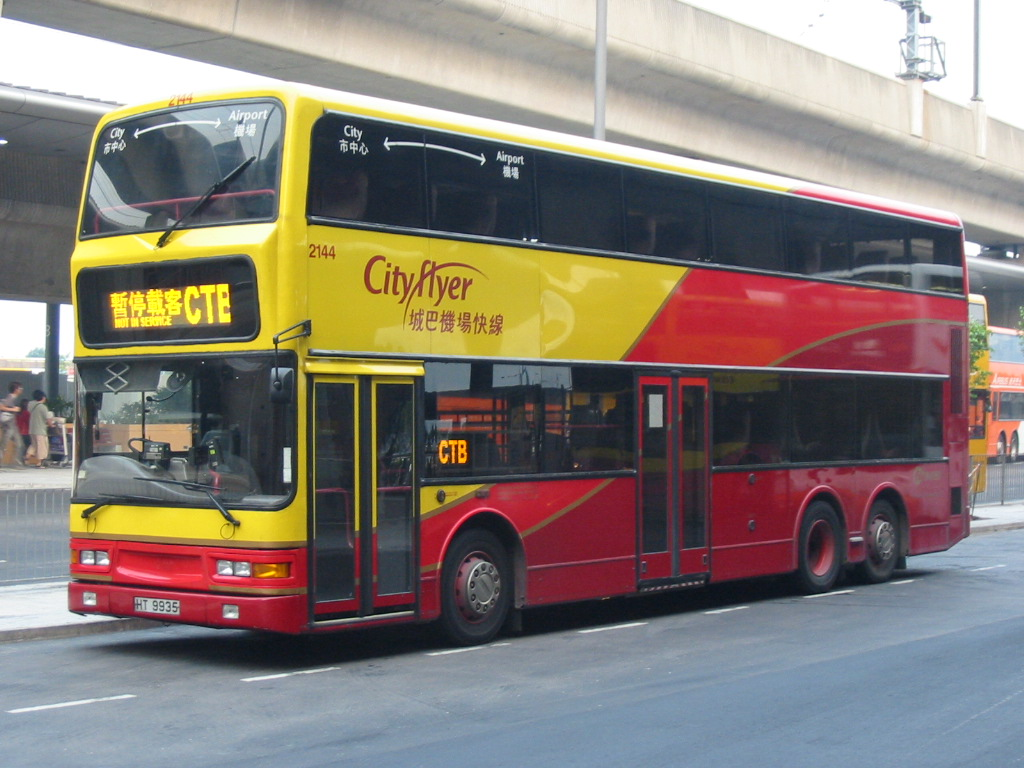
シティフライヤー（Cityflyer）空港バス（2005年8月31日）

香港内
香港島や九龍、新界へ空港バスが運行されており、所要時間は香港島だと1時間程度、九龍だと40分程度、新界だと30分から1時間30分程度（行き先によって変わる）である。梅窩など、ランタオ島内行きの一般バスもある。またS系統のバスに乗車すると約20分でMTR東涌駅へ行くことができ、そこから東涌線で市内に行くことも可能である。
マカオ・珠海
港珠澳大橋経由で、マカオや珠海へと行くことができる。港珠澳大橋の両端の税関の間をピーク時は5分間隔でシャトルバスが運行されている。
中国本土
中国大陸方面のバスも運行されており、ターミナル2の地上階から出発する。

### タクシー
香港のタクシーは運行地区別に車体の色が分かれている（香港島・九龍地区と、新界のうち葵青区・荃湾区（ランタオ島域を除く）は赤、ランタオ島内は青、前述以外の新界は緑）ため、利用者は、目的地に応じたタクシー乗り場から乗車することになる。なお、それぞれの運行地区からであれば、香港国際空港へは全てのタクシーが行くことができる（香港の交通#タクシー参照）。所要時間は中環だと40分程度、九龍だと30分程度、新界だと25分から50分程度。
なお、広東語が話せない旅行客を対象に、追加料金を多く徴収したり、到着後にメーターを切るなどの方法で料金を誤魔化すドライバーが増えているため、香港国際空港において乗車する際は、タクシー協会の係員がナンバーを控えたカードを乗客に渡すようになっている。

### Skylimo（乗合タクシー）
空港から中国本土まで乗合タクシーの Skylimo (航天跨境轎車) が運行されている。Skylimo では香港と本土の国境で入国審査の後、別の車への乗り換えが必要。乗合タクシーであるため、客を順番に降ろした上で、乗車時に依頼した場所で降ろしてもらえる。中国本土側から乗る場合は国境までが通常のタクシーで国境から乗合になる。時間帯によっては入国審査の車の待ち行列に非常に長い時間がかかることがあり、鉄道（機場快線＋広深港高速鉄道）や高速船の方が所要時間がより一定である。

### 高速船

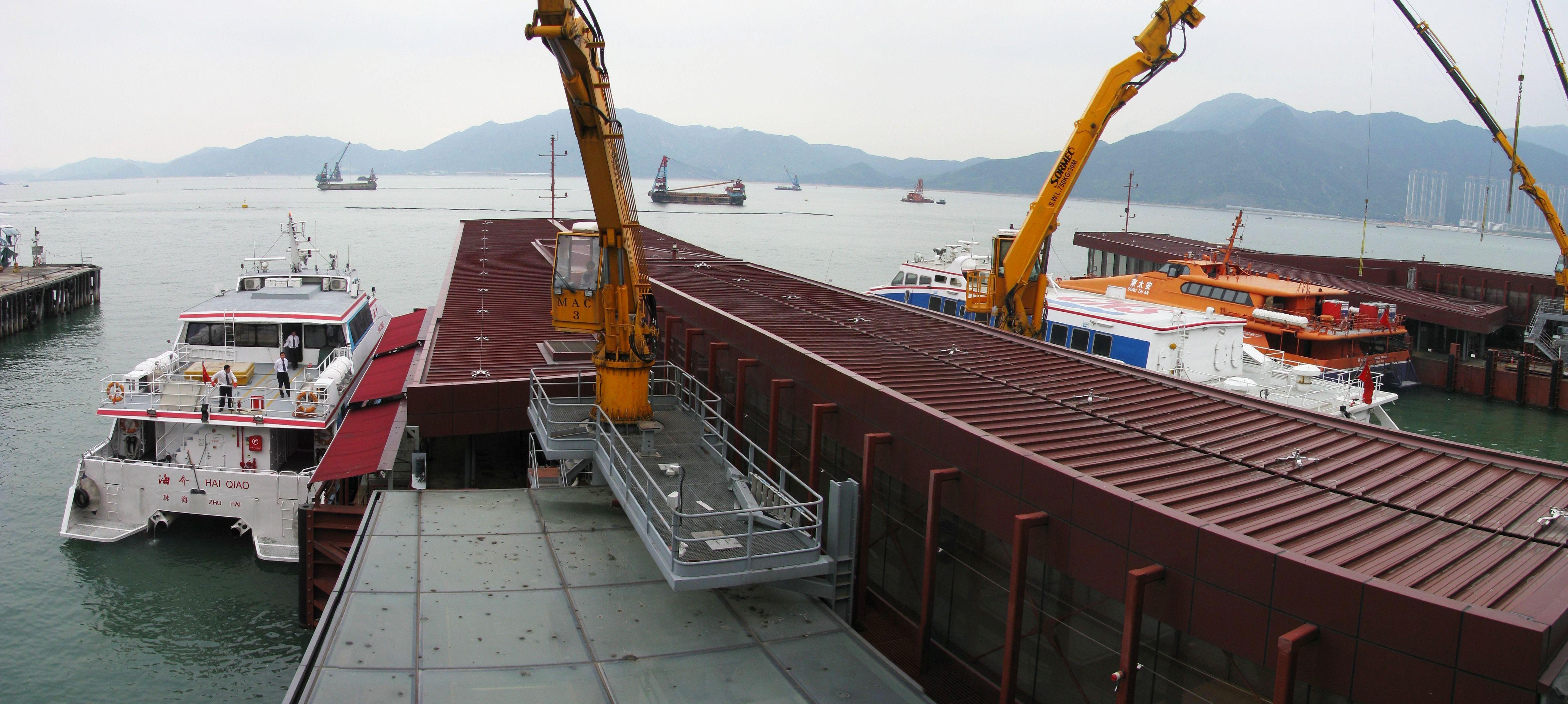
スカイピア（2012年3月31日）

空港に隣接した海天客運埠頭（スカイピア）からTurboJET・珠江客運などによってマカオや中華人民共和国本土を結ぶ高速船が就航している。現在はマカオ（アウター・ハーバー・フェリーターミナル、タイパ・フェリーターミナル）、珠海（九州港）、中山（中山港）、東莞（虎門港）、深圳（福永港、蛇口クルーズセンター）、広州（南沙港）へそれぞれ運航している。
高速船利用の場合は香港に出入国せず、直接マカオや中華人民共和国本土にて出入国することになる。このため、船との乗り継ぎは香港国際空港の出国および入国審査場を通らないでの利用となり、香港へ出入国すると利用ができず、また、空港出迎えなどの目的での利用もできない。
空港からのチェックイン（乗船手続き）は出航1時間前に締め切られるが、飛行機で預け入れ手荷物が無い場合は30分前まで可能である。なお、受託手荷物は船会社職員が代理で受け取り船内に運ばれる。チェックイン後、APMでスカイピアへ行き、乗船する。
マカオや中華人民共和国本土から乗船する場合は、船の出航1時間前で且つ飛行機が出発する3時間前までに乗船チェックインすることが求められる。この場合、乗船する港に於いて出国審査も受けることになる。スカイピアに着くと各航空会社のチェックインカウンターがあり、そこでチェックインを行った後、セキュリティチェックを受ける。航空券購入時に香港空港の利用税を支払っている場合は、セキュリティチェック後の払い戻しカウンターでチェックイン時に受け取った退税票と引き換えに現金で払い戻しを受けることができる。スカイピアからはAPMで直接空港ターミナルビルの出発ロビーに向かう。
なお、この当空港発着高速船との預け入れ荷物の乗り継ぎ取扱については、格安航空会社（LCC）を中心に一部の航空会社で取り扱っていないので注意を要する。例えばPeach Aviationは取扱がない。乗り継ぎ取扱を行っている航空会社の一覧が当空港Webサイト内にて掲載されている。飛行機で香港へ来る場合、飛行機への預け入れ荷物は入国審査後に受け取るので、提携していない会社は入国が必要だが、飛行機への預け入れ荷物が無い場合は、入国審査せずにフェリーのチケットカウンターへと向かえる。

## 事件・事故・インシデント
- 1999年8月22日にチャイナエアライン642便（バンコク発香港経由台北行き）マクドネル・ダグラス MD-11型機が香港国際空港に着陸しようとしたところ、台風の横からの突風にあおられ着陸に失敗。滑走路上で炎上し機体が仰向けにひっくり返った。3人が死亡。（チャイナエアライン642便着陸失敗事故）。
- 2010年4月13日、キャセイパシフィック航空780便（インドネシア・スラバヤ発香港行き）A330-342型機（機体記号:B-HLL、現在キャセイドラゴン航空が運用中）が、エンジンの出力調整ができなくなり、通常の2倍ほどの速度で着陸した。緊急脱出の際に57人の負傷者(うち1人は重傷)が出てしまったが、死者はなかった。機体も僅かに損傷したのみであった。（キャセイパシフィック航空780便事故）
- 2013年4月7日、キャセイパシフィック航空532便（香港発名古屋（中部）行き）の71番スポットに備え付けられていた搭乗橋が2つとも壊れ、また機体側（A330-300、機体番号：B-HLF）のL1ドアも破損した[48][49][50]。作業員1名が重傷を負ったものの、機内にいた乗員13人・乗客262人の計275人全員に怪我はなかった。この事故の影響で、当該機と71番スポットの使用を中止し、代替スポットと機材を使用して8日の朝までに名古屋へ向かった。香港当局ならびに香港空港管理局（AAHK）が事故原因を調査したところ、搭乗ブリッジの機体との接続部分のボルトが破損していたことが判明した[51]。当空港全てのスポットに対し機体後部用の搭乗橋接続を取りやめ、機体前部用の搭乗橋のみを接続する形に変更。さらに71番スポットと同じ形状の搭乗橋9スポットについて、製造メーカーの安全が確認されるまで全面的に使用を中止させた。
- 2013年8月30日、タイ国際航空600便（バンコク発香港行）が当空港の着陸直前に乱気流に巻き込まれた。乗員・乗客20名が負傷[52][53]。また同日にも香港航空762便（プーケット発香港行）で乱気流に遭遇し、乗員・乗客計6人が負傷した。
- 2019年8月12日、逃亡犯条例に反対するデモ隊が香港国際空港のロビーを占拠し、翌13日まで発着する全便が欠航となった。これを受けて、24時間以内に香港から出発する航空券を所持する旅客以外のターミナルへの入場を禁止し、高等法院はターミナル内へのデモ隊の立ち入り禁止命令を出したものの、9月1日には再びデモ隊がターミナル外のバスターミナルに集まり、ターミナルに通じる道をバリケード封鎖して交通を妨害したり、機場快線の線路上に障害物を投げ入れ、長時間運転を見合わせるなどの影響が出た。